# Ligue 2 2019/20
Die Ligue 2 2019/20 (auch nach dem Sponsor, Domino’s Pizza, Domino’s Ligue 2) war die 81. Austragung der zweithöchsten französischen Fußballliga. Sie wurde am 26. Juli 2019 eröffnet, die letzten Spiele fanden am 9. März 2020 statt. Aufgrund einer Anordnung der Landesregierung wurde die Saison Ende April 2020 angesichts der globalen COVID-19-Pandemie vorzeitig für beendet erklärt.

## Spielbetrieb während der Coronavirus-Pandemie
Aufgrund der COVID-19-Pandemie gab die LFP Mitte März 2020 erst bekannt, bis mindestens 15. April alle Partien unter Ausschluss der Öffentlichkeit austragen zu lassen, stellte dann aber schließlich den Spielbetrieb „bis auf Weiteres“ vollständig ein. Ende April 2020 teilte der Verband mit, die Spielzeit endgültig abzubrechen. Des Weiteren wurde der FC Lorient aufgrund des höchsten Punktequotienten zum Landesmeister erklärt und sollte gemeinsam mit dem RC Lens aufsteigen. Nach einem Beschluss durch die FFF vom 27. Mai mussten die Mannschaften auf den Tabellenrängen 17 und 18 absteigen, da eine geplante Aufstockung auf 22 Teilnehmer für die Folgesaison nicht bewilligt wurde.

## Teilnehmer
Für die Ligue 2 2019/20 hatten sich folgende Mannschaften qualifiziert:
- Die zwei Absteiger aus der Ligue 1 2018/19:
  -  SM Caen
  -  EA Guingamp
- Der Verlierer der Relegationsspiele zwischen dem Tabellenachtzehnten der Ligue 1 2018/19 und dem Sieger der Aufstiegs-Play-offs der Ligue 2 2018/19:
  -  RC Lens (L2)
- Die verbliebenen Mannschaften der Ligue 2 2018/19:
  -  ES Troyes AC
  -  Paris FC
  -  FC Lorient
  -  AC Le Havre
  -  US Orléans
  -  Grenoble Foot
  -  Clermont Foot
  -  LB Châteauroux
  -  Chamois Niort
  -  FC Valenciennes
  -  AS Nancy
  -  AJ Auxerre
  -  FC Sochaux
  -  AC Ajaccio
- Der Sieger der Relegationsspiele zwischen dem Tabellenachtzehnten der Ligue 2 2018/19 und dem Tabellendritten der National 1 2018/19:
  -  Le Mans FC (D3)
- Der Meister und der Zweitplatzierte der National (D3) 2018/19:
  -  AF Rodez
  -  FC Chambly

## Abschlusstabelle
| Pl.             | Verein          | Sp. | S  | U  | N  | Tore    | Diff. | Punkte |
| --------------- | --------------- | --- | -- | -- | -- | ------- | ----- | ------ |
| 1.              | FC Lorient      | 28  | 17 | 3  | 8  | 045:250 | +20   | 54     |
| 2.              | RC Lens         | 28  | 15 | 8  | 5  | 039:240 | +15   | 53     |
| 3.              | AC Ajaccio      | 28  | 15 | 7  | 6  | 038:220 | +16   | 52     |
| 4.              | ES Troyes AC    | 28  | 16 | 3  | 9  | 035:250 | +10   | 51     |
| 5.              | Clermont Foot   | 28  | 14 | 8  | 6  | 038:250 | +13   | 50     |
| 6.              | AC Le Havre     | 28  | 11 | 11 | 6  | 038:250 | +13   | 44     |
| 7.              | FC Valenciennes | 28  | 11 | 9  | 8  | 024:200 | +4    | 42     |
| 8.              | EA Guingamp (A) | 28  | 10 | 9  | 9  | 040:330 | +7    | 39     |
| 9.              | Grenoble Foot   | 28  | 7  | 14 | 7  | 027:290 | −2    | 35     |
| 10.             | FC Chambly (N)  | 28  | 9  | 8  | 11 | 026:320 | −6    | 35     |
| 11.             | AJ Auxerre      | 28  | 8  | 10 | 10 | 031:300 | +1    | 34     |
| 12.             | AS Nancy        | 28  | 6  | 16 | 6  | 027:260 | +1    | 34     |
| 13.             | SM Caen (A)     | 28  | 8  | 10 | 10 | 033:340 | −1    | 34     |
| 14.             | FC Sochaux      | 28  | 8  | 10 | 10 | 028:300 | −2    | 34     |
| 15.             | LB Châteauroux  | 28  | 9  | 7  | 12 | 022:380 | −16   | 34     |
| 16.             | AF Rodez (N)    | 28  | 8  | 8  | 12 | 031:340 | −3    | 32     |
| 17.             | Paris FC        | 28  | 7  | 7  | 14 | 022:400 | −18   | 28     |
| 18.             | Chamois Niort   | 28  | 6  | 8  | 14 | 030:410 | −11   | 26     |
| 19.             | Le Mans FC (N)  | 28  | 7  | 5  | 16 | 030:450 | −15   | 26     |
| 20.             | US Orléans      | 28  | 4  | 7  | 17 | 021:430 | −22   | 19     |
| Stand: Endstand |                 |     |    |    |    |         |       |        |

Platzierungskriterien: 1. Punkte – 2. Tordifferenz – 3. Direkter Vergleich (Punkte, Tordifferenz, geschossene Tore) – 4. geschossene Tore – 5. Auswärtstore
| Zum Saisonende 2019/20:                                         |                                        |
| Aufstieg in die Ligue 1 2020/21 Abstieg in die National 2020/21 |                                        |
|                                                                 |                                        |
| Zum Saisonende 2018/19:                                         |                                        |
| (A)                                                             | Absteiger aus der Ligue 1 2018/19      |
| (N)                                                             | Neuaufsteiger aus der National 2018/19 |